# Ik wil jou (Polle Eduard)
Ik wil jou is een lied van Polle Eduard.
Het is een rocknummer over de aanbeden Meta. Binnen de "sex, drugs en rock & roll" (de musici staan in lederen kleding en motor op de elpeehoes afgebeeld), kwam Polle Eduard met een opmerkelijke zinsnede, nadat hij Meta ontmoet had. Na de onvermijdelijke seks ("M’n hormonen zijn niet meer te temmen") kwam hij met echte liefde ("maar ‘k zie in jou meer dan alleen een mooi lijf"). Eduard, eerder lid van Tee Set en After Tea, nam Ik wil jou op onder leiding van muziekproducent Peter Koelewijn, voor wie hij wel gitaarpartijen inspeelde als sessiemuzikant. Achter de toetsen zat Jan Rietman. Het orkest op de achtergrond werd geleid door Harry van Hoof.
Ik wil jou werd samen met B-kant Dwaas uitgebracht ter promotie van de elpee Polle, alhoewel Dwaas daar niet opstond. Polle Eduard had er een bescheiden hitje mee. Het kwam echter niet verder dan plaats 31 in de Single Top 100 (vijf weken genoteerd) en plaats 33 in de Nederlandse Top 40 (vier weken). Er volgde in 1988 een heruitgave (met Ik hou niet alleen van jou), maar die had geen succes. Desondanks bleef de vergoeding uit auteursrechten binnenkomen, want Ik wil jou werd opgenomen in tientallen verzamelalbums van Nederlandstalige hits. Ook staat het nummer op het verzamelalbum Koelewijn behoeft geen krans.

## NPO Radio 2 Top 2000
| Nummer met noteringen in de NPO Radio 2 Top 2000 | '99  | '00 | '01  | '02  | '03-'06 | '07  |
| ------------------------------------------------ | ---- | --- | ---- | ---- | ------- | ---- |
| Ik wil jou                                       | 1572 | -   | 1619 | 1966 | -       | 1984 |

1. ↑  Een '-' betekent dat het nummer niet was genoteerd en een vetgedrukt getal geeft de hoogste notering aan.
2. ↑  Deze tabel is bijgewerkt tot en met de laatste editie (2024).